# Бартошицький повіт
Бартошицький повіт (пол. Powiat bartoszycki) — один з 19 земських повітів Вармінсько-Мазурського воєводства Польщі. Утворений 1 січня 1999 року в результаті адміністративної реформи.

## Загальні дані
Повіт знаходиться у північній частині воєводства.
Адміністративний центр — місто Бартошиці.
Станом на 31 грудня 2022 року населення становить 53 220 осіб, площа 1307,49 км².
На терени повіту були депортовані 4347 українців з українських етнічних територій у 1947 році (т. з. акція «Вісла»).

## Демографія
Демографічні дані повіту станом на 30.06.2005:
|       | Всього | Всього | Жінки  | Жінки | Чоловіки | Чоловіки |
| ----- | ------ | ------ | ------ | ----- | -------- | -------- |
|       | осіб   | %      | осіб   | %     | осіб     | %        |
| Повіт | 61 687 | 100    | 31 589 | 51,2  | 30 098   | 48,8     |
| Міста | 34 698 | 100    | 18 152 | 52,3  | 16 546   | 47,7     |
| Села  | 26 989 | 100    | 13 437 | 49,8  | 13 552   | 50,2     |